# Felipe Rafael
Felipe Rafael da Silva Gomes (Rio de Janeiro, 21 de junho de 1994) é um futebolista paralímpico brasileiro, que se posiciona em varias posições devido a sua qualidade e classificação funcional.
Atualmente atua na seleção brasileira de futebol de 7, exclusiva a deficientes intelectuais; na qual representou seu país nos Jogos Olímpicos de Verão de 2016, no Rio de Janeiro, e também na equipe do Vasco da Gama